# 杜阿爾特一世 (葡萄牙)
杜阿爾特一世，（葡萄牙語：Duarte I de Portugal，1391年10月31日—1438年9月9日），第十一位葡萄牙和阿爾加維國王，1433年至1438年在位。他是葡萄牙國王若昂一世的次子，母親是英國國王愛德華三世之孫女、岡特的約翰之女蘭開斯特的菲莉琶。杜阿爾特一世的名字就是由外曾祖父的名字而來（Duarte是葡文的Edward）。
杜阿爾特從小他對語言文字的喜好，是一位有學者風度的王子。長大後熱愛寫書，著作有O Leal Conselheiro (The Loyal Counsellor)，Livro Da Ensinanca De Bem Cavalgar Toda Sela (The Art of Riding on Every Saddle)及一些詩集。這些著作也爲他贏得雄辯的或哲學家稱號。在他逝世前也正在修改葡萄牙法律。
1415年，當葡萄牙佔領休達後，杜阿爾特被封為騎士。1433年，當其父約翰一世因瘟疫病逝後登基成為葡萄牙和阿爾加爾维國王。
在位短短五年間，杜阿爾特一世多次召開議會討論政治及內政。杜阿爾特一世繼成其父遺志積極地發展航海業向非洲進行探索。他大力支持他的四弟恩里克王子的航海事業。恩裏克王子因其支持而建立了全世界首間航海學校、天文台、圖書館、港口及船廠，為葡萄牙日後成為海上霸主，奠定了基石。這座歷史上第一間的國立航海學校，有系統地研究航海科學和技術。
1434年，航海家吉爾·埃納斯（Gil Eanes）繞過了非洲北部臨近加那利群島（Islas Canarias）的博哈多爾角（Cape Bojador），使葡萄牙能繼續向南探索非洲。此後，恩裏克王子和其他葡萄牙的航海家繼續向南大西洋未知的非洲西海岸挺進。
在佔領休達後，休達帶來很大的財富，因此葡萄牙對北非土地非常渴望，尤其是知道沒有佔領丹吉爾（Tangier），休達便會失去其價值。當休達被葡萄牙侵佔後，商旅轉移其貿易路線的目的地至丹吉爾。因此於1437年，葡萄牙軍隊由杜阿爾特一世的六弟斐迪南王子率領包圍了丹吉爾。但是葡萄牙軍隊被摩洛哥王國打敗。葡萄牙軍隊請求敵人允許他們安全撤退，條件是歸還休達城。軍隊指揮官斐迪南王子被留下來爲人質。國王聞訊立即召開御前會議，商討對策。但是與會的貴族們寧願犧牲斐迪南王子也不願意撤出休達，因爲那是葡萄牙人在北非的唯一的據點，失去了休達，以後再想進入北非就非常困難。於是斐迪南王子被囚禁在非斯成為俘虜，直到1443年去世為止。這時摩洛哥王國才交還了王子的遺體給葡萄牙。葡萄牙把斐迪南王子安葬在戰役修道院內，並尊稱他爲“聖王子”。這次慘敗後，本來身體就虛弱的國王又因瘟疫而在1438年病逝。遺體同樣被安放在戰役修道院。杜阿爾特一世的長子阿方索五世即位。

## 家庭
1428年，杜阿爾特與亞拉岡國王斐迪南一世的女兒萊昂諾爾結婚，兩人共有3子4女：
1. 約翰（1429年—1433年），夭折
2. 菲莉琶（1430年—1439年），夭折
3. 阿方索（1432年—1481年），葡萄牙國王
4. 費爾南多（1433年—1470年），維塞烏公爵
5. 萊昂諾爾（1434年—1467年），神聖羅馬皇帝腓特烈三世皇后
6. 卡塔琳娜（英语：Catherine of Portugal (nun)）（1436年—1463年），修女
7. 喬安娜（1439年—1475年），卡斯提爾國王恩里克四世王后

| 杜阿爾特一世 (葡萄牙) 阿維斯王朝勃艮第王朝的分支出生于：1391年10月31日逝世於：1438年9月9日 | 杜阿爾特一世 (葡萄牙) 阿維斯王朝勃艮第王朝的分支出生于：1391年10月31日逝世於：1438年9月9日 | 杜阿爾特一世 (葡萄牙) 阿維斯王朝勃艮第王朝的分支出生于：1391年10月31日逝世於：1438年9月9日 |
| 統治者頭銜                                                                                 | 統治者頭銜                                                                                 | 統治者頭銜                                                                                 |
| ------------------------------------------------------------------------------------------ | ------------------------------------------------------------------------------------------ | ------------------------------------------------------------------------------------------ |
| 前任者： 若昂一世                                                                          | 葡萄牙國王 1433年–1438年                                                                   | 繼任者： 阿方索五世                                                                        |